# Carlos Gamou
Carlos Gamou (9 de agosto de 1959-9 de junio de 2023) fue un politólogo y político uruguayo perteneciente al Frente Amplio. 

## Biografía
Inició su militancia política como frenteamplista independiente, posteriormente se integró a la Lista 99. En 1994 se integró a la agrupación recientemente creada Asamblea Uruguay, en respaldo al senador Danilo Astori. Fue electo diputado por Montevideo para el periodo 1995-2000. En 1995, junto con el también diputado Leonardo Nicolini se separa del sector, fundando Izquierda Abierta. En 1999 adhiere al MPP.
Fue nuevamente electo diputado por Montevideo para el periodo 2005-2010. En 2007 acompaña a Eleuterio Fernández Huidobro en la creación de la agrupación CAP-L; en las elecciones de noviembre es candidato a suplente del diputado Luis Rosadilla, quien resulta elegido.